# Elli Björkstén
Kristina Elisabeth (Elli) Björkstén, född 16 oktober 1870 i Villmanstrand, död 6 mars 1947 i Helsingfors, var en finländsk gymnastikpedagog. Hon var en av de främsta kvinnliga gymnastikteoretikerna i Norden.

## Biografi
Björkstén var dotter till Johan Isak Björkstén och Elise Ollongren.
Björkstén tog gymnastikdirektörsexamen vid Gymnastiska centralinstitutet i Stockholm 1895 och blev 1911 gymnastiklärare vid Helsingfors universitets gymnastikinrättning. Märta Lindholm (då Eklöf) var bland hennes elever i Helsingfors.
Hon var ordförande i Svenska förbundet för fostran av Finlands kvinnor samt i Nordiskt förbund för kvinnogymnastik. 
Björkstén var först i Norden att utarbeta en egen undervisningsmetod, skild från den vid sekelskiftet vanliga militärgymnastiken. Metoden, som delvis följde den gamla linggymnastiken men med en starkt personlig prägel, fick stor betydelse för gymnastikens utveckling.
Björkstén utgav bland annat Kvinnogymnastik (2 band, 1918–1923).